# Drosophila demipolita
Drosophila demipolita är en tvåvingeart som beskrevs av Elmo Hardy 1965.

## Taxonomi och släktskap
Drosophila demipolita ingår i släktet Drosophila och familjen daggflugor.

## Utbredning
Artens utbredningsområde är Hawaii.